# Indicateur de vitesse
L'indicateur de vitesse, ou compteur de vitesse, est un instrument permettant d’indiquer la vitesse de déplacement d’un véhicule. Il est devenu, avec l’odomètre, obligatoire sur toutes les automobiles, motocyclettes et cyclomoteurs. D'autres engins motorisés en sont équipés. Dans une auto, on le trouve très souvent juste derrière le volant, parfois au centre du tableau de bord.

## Histoire

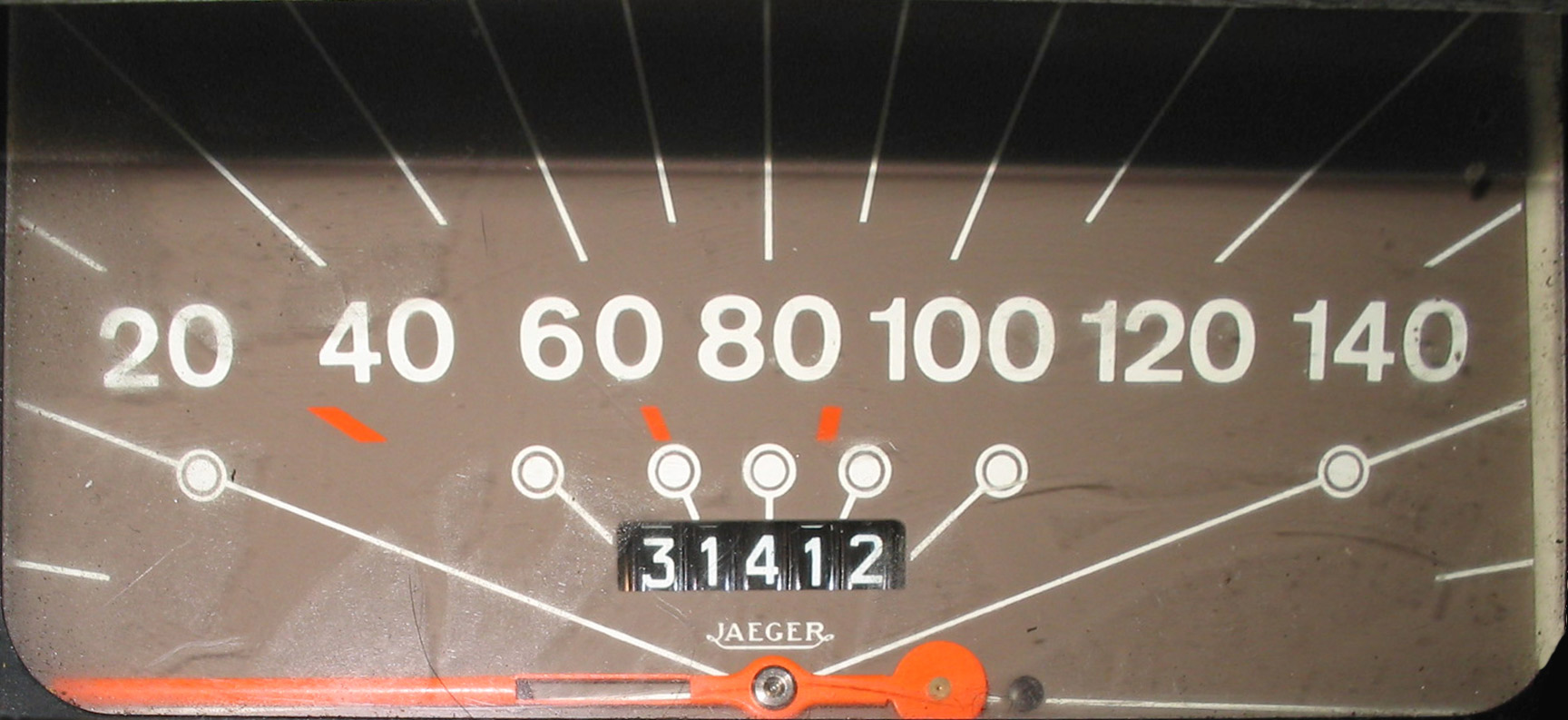
Ancien indicateur de vitesse des années 1980, seulement gradué de 20 en 20, équipé en son centre d'un odomètre. sont indiqués en rouge les deux principales limitations de vitesse de cette époque en France: 60 km/h en agglomération et 90 km/h hors agglomération

L'indicateur de vitesse est inventé par le Croate Josip Belušić en 1887, breveté en 1888, et exposé par l'inventeur en 1889 à l'Exposition universelle de Paris,,,,.
De nos jours, le compteur de vitesse s'est standardisé, il est gradué par tranches de 10 km/h ou inférieures, et offre une précision de 10% et quelques kilomètres par heure.

## Présentation générale

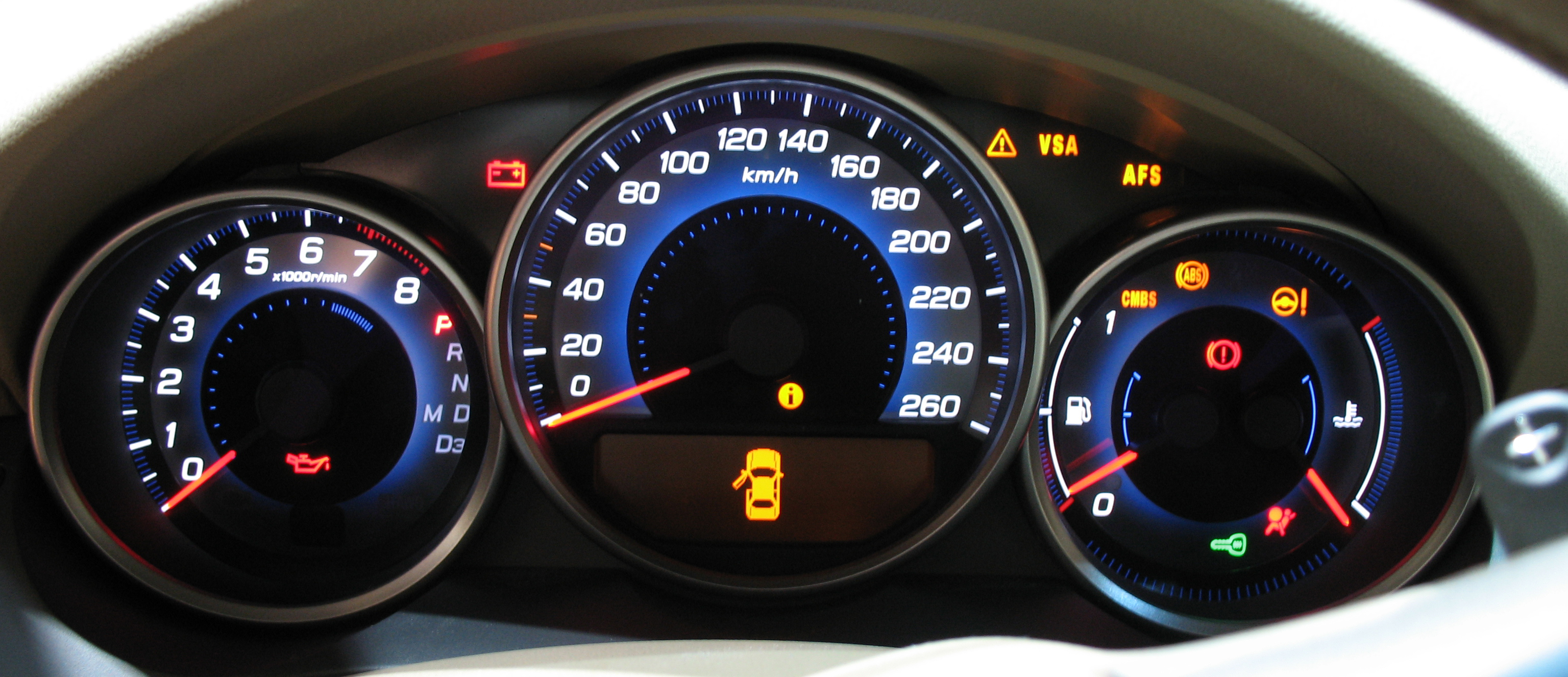
Tableau de bord moderne avec un compteur gradué en bleu par tranches de deux km/h, et par tranches de 10 km/h en blanc. Sont marquées en rouges les limitations usuelles en ville: 30 km/h et 50 km/h

La fonction du compteur de vitesse est de permettre au conducteur de connaître la vitesse instantanée de son véhicule. Le compteur de vitesse est très utile pour permettre au conducteur de maîtriser la vitesse de son véhicule ainsi que pour respecter les limites imposées par la signalisation ou le code de la route. En France, le compteur de vitesse est gradué en kilomètre(s) par heure (km/h). Dans certains pays, les compteurs de vitesse disposent d’une double graduation : l’une est l'unité de mesure locale (généralement le mile par heure) et l’autre l'unité de mesure internationale.
Dans certains cas, le compteur de vitesse comporte des graduations supplémentaires destinées à informer le conducteur sur le rapport de boîte de vitesses qui devrait être engagé. Ces indications permettent de pallier sommairement l'absence de compte-tours. Par exemple, la première vitesse en dessous de 20 km/h, la seconde entre 20 et 45 km/h, la troisième entre 45 et 70 km/h. Toutefois, en Europe, sur les véhicules modernes des indicateurs de changement de vitesse (GSI) sont calculés par la voiture sur tous les véhicules de la catégorie M1 qui sont équipés d’une boîte de vitesse manuelle, depuis le règlement UE 65/2012, conformément au règlement n 121 de la CEE-ONU.

## Types d'affichage

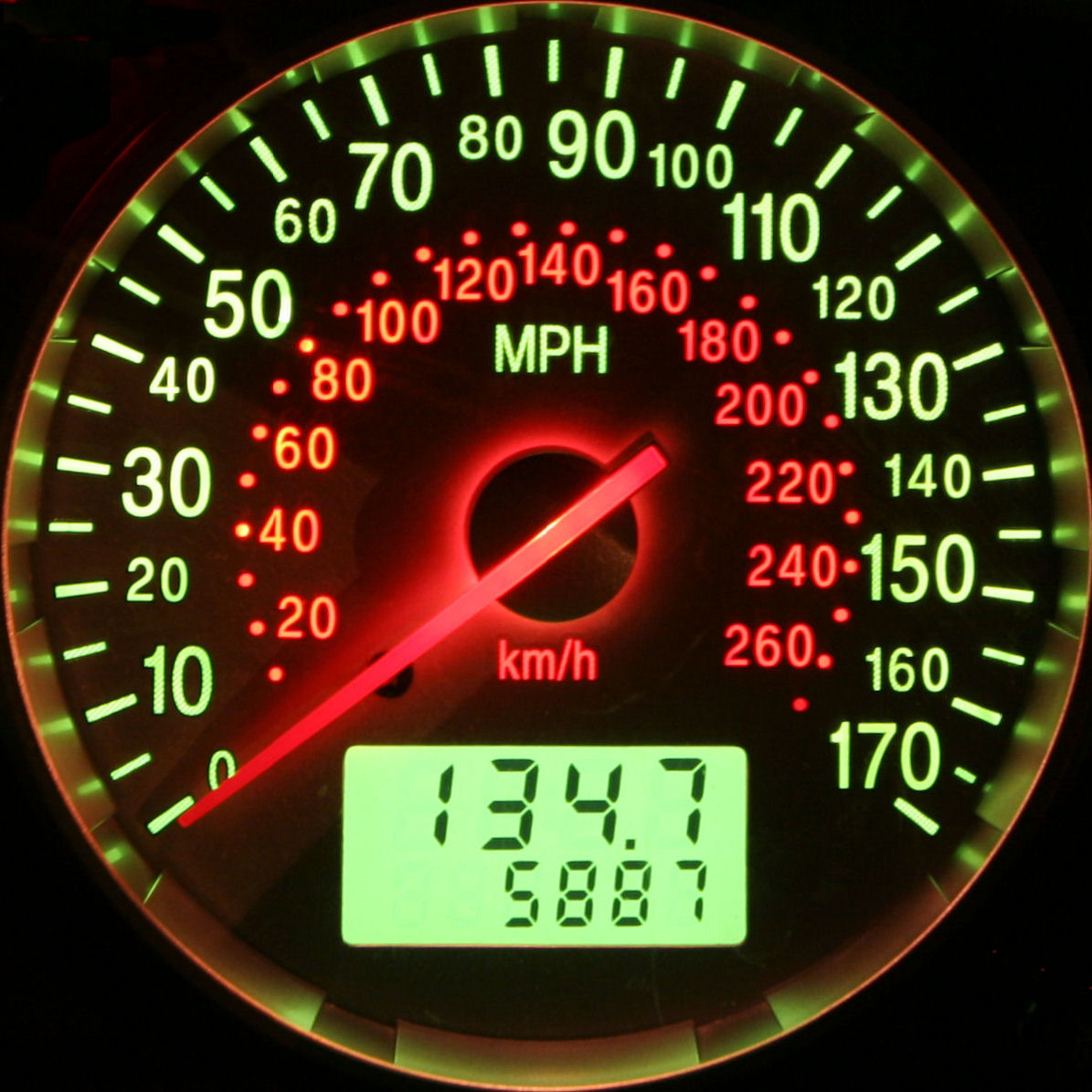
Indicateur de vitesse à double graduation (tranches de 10 km/h numérotés par 20 au centre en rouge et tranches de 5 miles par heure numérotés par 10 à l'extérieur en blanc)

On distingue généralement trois types de compteurs de vitesse selon l'affichage :
- rond à aiguille ;
- linéaire à aiguille ;
- numérique.

### Indicateurs à aiguille
Le compteur rond est le plus courant. Un odomètre totalisateur et journalier, ou « compteur kilométrique », lui est logiquement intégré. Il présente l’avantage d’être facilement lisible d’un simple coup d’œil. Sur tous les véhicules (excepté certains anciens modèles cyclomoteurs) l'indicateur de vitesse est éclairé pour faciliter sa lecture en conduite de nuit.
Le compteur linéaire à aiguille se présente sous la forme d’une graduation linéaire horizontale sur laquelle se déplace l’aiguille. Parfois, comme sur la Citroën GS, le ruban des graduations se translatait en face d'un trait vertical fixe de visée. Son principal avantage est une certaine compacité par rapport au compteur rond. Assez répandu dans les années 1960 et 1970, le compteur linéaire semble être passé de mode.

« Sur les indicateurs de vitesse destinés à être montés sur des véhicules des catégories M, N, et L 3 , L 4 , et L 5 , l’intervalle entre deux graduations doit correspondre à 1, 2, 5 ou 10 km/h. Quant à l’intervalle entre les valeurs numériques inscrites sur l’afficheur, il ne doit pas être supérieur à 20 km/h sur les indicateurs de vitesse gradués jusqu’à 200 km/h, et à 30 km/h sur les indicateurs de vitesse gradués au-delà. L’intervalle entre les valeurs numériques inscrites ne doit pas nécessairement être uniforme. »

— Règlement n 39, Révision 2, Prescriptions uniformes relatives à l’homologation des véhicules en ce qui concerne l’appareil indicateur de vitesse et le compteurs kilométrique, y compris leur installation, Révision 2, Rectificatif 1 à la Révision 1 − Date d’entrée en vigueur : 9 mars 2011, Série 01 d’amendements − Date d’entrée en vigueur : 18 juin 2016

« Sur les indicateurs de vitesse destinés à être montés sur des véhicules des
catégories L 1 (cyclomoteurs) et L 2 , les valeurs indiquées sur l’afficheur ne
doivent pas être supérieures à 80 km/h. L’intervalle entre deux graduations
doit correspondre à 1, 2, 5 ou 10 km/h et l’intervalle entre les valeurs
numériques inscrites ne doit pas être supérieur à 10 km/h. L’intervalle entre
les valeurs numériques inscrites ne doit pas nécessairement être uniforme. »

— Règlement n 39, Révision 2, Prescriptions uniformes relatives à l’homologation des véhicules en ce qui concerne l’appareil indicateur de vitesse et le compteurs kilométrique, y compris leur installation, Révision 2, Rectificatif 1 à la Révision 1 − Date d’entrée en vigueur : 9 mars 2011, Série 01 d’amendements − Date d’entrée en vigueur : 18 juin 2016

### Indicateurs numériques

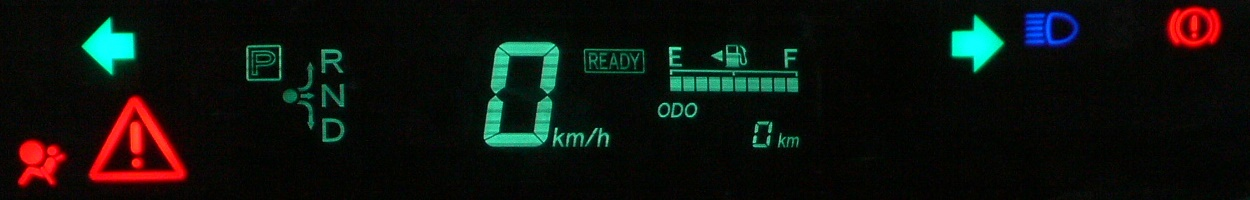
Au centre de l'image, un compteur de vitesse numérique de Toyota Prius indiquant une vitesse de 0 km/h

Le compteur numérique affiche directement la valeur de la vitesse sur un écran du tableau de bord. Ses indications sont plus précises que celles des compteurs à aiguille. Afin de ne pas modifier l'indication de manière intempestive pour chaque km/h en cas d'accélération ou de freinage importants, il possède le plus souvent une légère inertie de précision sur l'indication.
Avec l'arrivée de technologies numériques dans les équipements automobiles, le compteur numérique devient de plus en plus accessible puisque la vitesse y est gérée intégralement sous cette forme (alors que c'était plus compliqué par le passé quand la vitesse était gérée exclusivement en analogique). Mais, il n'est pas rare de voir les deux indications (numérique et analogique rond à aiguille) apparaître simultanément sur le même tableau de bord, comme sur Citroën C4.
Parmi les premières utilisations on peut trouver :
- certains modèles du groupe Fiat des années 1980 et 1990 (Fiat Tipo) ;
- en France la Renault Twingo l'utilise depuis 1993.

Ce type d'indicateur n'est pas courant sur les véhicules de compétition, où l'indication de vitesse est secondaire (un compte-tours est souvent plus utile au pilote).
À noter : depuis que l'industrie automobile commence à utiliser couramment des afficheurs à cristaux liquides (TFT), on commence à voir apparaître des affichages sophistiqués qui reproduisent graphiquement un compte-tours à aiguille (par exemple, sur les véhicules de la plateforme CMF-B comme Mégane 4, Kadjar, Espace Initiale).

### Aéronautique
Dans l'aviation, on utilise un appareil qui donne la vitesse relative de l'air, le badin ou anémomètre, parce que la vitesse pure de l'aéronef (par rapport au sol) est moins importante que sa vitesse relative (par rapport à l'air), pour la tenue de vol (par exemple pour éviter le décrochage).

## Fonctionnement
Le compteur de vitesse fonctionne à l'aide d'un capteur électromagnétique chargé de compter le nombre de passages d'un aimant situé sur la roue. En ayant le nombre de tours d'une roue par minute ainsi que le périmètre de cette dernière nous obtenons la vitesse grâce à la formule {\displaystyle V={\frac {k\times 2\pi \times R}{t}}}avec k le nombre de tours de la roue, R son rayon et t le temps considéré. (Attention à la cohérence des unités utilisées).

## Sur navigateur GPS
La plupart des dispositifs de navigation GPS, ainsi que les dispositifs d'« aide à la conduite », disposent de leur propre indicateur de vitesse[réf. souhaitée]. Celle-ci est calculée par rapport au positionnement GPS du véhicule. Ils peuvent également afficher la limitation de vitesse courante si elle est disponible dans le dispositif et même émettre une alerte sonore et/ou visuelle en cas de dépassement.
L'avantage de l'indicateur de vitesse par GPS est sa précision à vitesse constante[réf. souhaitée]. L'indication est très proche de la « vitesse chrono ». Très utile sur autoroute, il perd de sa fiabilité en agglomération en raison du changement fréquent d'allure et du temps de réaction du GPS bien plus important que les indicateurs d'origine des véhicules. Par ailleurs, les indicateurs de vitesses GPS sont inopérant dans les tunnels, en raison de la perte du signal GPS.

## Précision

### Calibrage et erreurs techniques
Les véhicules automobiles sortant des chaînes sont aujourd'hui équipés en standard de calculateurs de vitesse électroniques. Certains les accusent d'être moins précis que leurs homologues mécaniques. Pourtant ces systèmes ne comportent qu'une marge d'erreur minime au regard des marges attribuables aux anciens systèmes totalement mécaniques. En effet, le fonctionnement d'un indicateur de vitesse analogique à aiguille est basé sur le magnétisme, et plus précisément, les courants de Foucault : 
un plateau aimanté (ou sur lequel sont collés des aimants) est relié par un câble à un entraîneur (une vis sans fin) en prise avec une roue ou la transmission du véhicule.
Ce plateau tourne donc à une vitesse proportionnelle à celle du véhicule.
Juste au-dessus, mais sans contact physique, le plateau portant l'aiguille, constitué d'un métal non ferreux, est entraîné par couplage magnétique[Quoi ?].
Un ressort de rappel tend à ramener l'aiguille vers le zéro, alors que le plateau magnétique l'entraîne dans l'autre sens, donc, plus il tourne vite, plus il attire l'aiguille vers le haut.
On comprend que ce principe comporte plusieurs possibilités d'erreur :
- l'entraineur doit avoir un rapport de démultiplication adapté au diamètre des roues du véhicule ;
- la résistance du ressort diminue avec la hausse de la température ;
- l'efficacité du champ magnétique varie avec la température ;
- un aimant se démagnétise avec le temps ;
- un ressort se détend en vieillissant.

### Réglementation

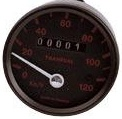
Compteur de vélomoteur, connu pour ses indications optimistes.

Certaines règlementations autorisent une imprécision d'environ 10% de la vitesse, notamment la réglementation des États-Unis et le règlement 39 de la CEE-ONU.
Le règlement 39 de la CEE-ONU, suivi par certains pays européens, notamment dans l'Union européenne, traite de l’appareil indicateur de vitesse et du compteur kilométrique. Il s'applique aux véhicules de catégories L, M et N.  
Ce règlement inspire notamment la directive 97/39/CE de la Commission du 24 juin 1997, ainsi que la réglementation australienne.
En France, les constructeurs ont l'obligation de calibrer les compteurs de telle sorte que la vitesse indiquée soit égale à la vitesse réelle ou supérieure. L'article de loi (Arrêté du 19 mai 1976) précise qu'entre 40 et 120 km/h ou entre 40 km/h et 80% de la vitesse maximale spécifiée par le constructeur si cette dernière est inférieure à 150 km/h :
Pour l'homologation dans les pays appliquant le règlement 39, les essais sont effectués à une température d'environ 23 °C, à 5 °C près, à une pression supérieure de 0,2 bar à la pression constructeur et à une vitesse dépendant de la vitesse maximale du véhicule.
|               | Véhicule   | Formule |
| Spécification |            | {\displaystyle Vitesse\ r{\acute {e}}elle\leq Vitesse\ lue\ au\ compteur\ \leq (1,10\times Vitesse\ R{\acute {e}}elle)\ +\ 4km/h} |
| Contrôle      | M et N     | {\displaystyle Vitesse\ r{\acute {e}}elle\leq Vitesse\ lue\ au\ compteur\ \leq (1,10\times Vitesse\ R{\acute {e}}elle)\ +\ 6km/h} |
| Contrôle      | L3, L4, L5 | {\displaystyle Vitesse\ r{\acute {e}}elle\leq Vitesse\ lue\ au\ compteur\ \leq (1,10\times Vitesse\ R{\acute {e}}elle)\ +\ 8km/h} |
| Contrôle      | L1 et L2   | {\displaystyle Vitesse\ r{\acute {e}}elle\leq Vitesse\ lue\ au\ compteur\ \leq (1,10\times Vitesse\ R{\acute {e}}elle)\ +\ 4km/h} |

Ainsi, il n'est pas rare que les compteurs de voitures ou motos indiquent une vitesse 5 à 7 km/h supérieure par rapport à la vitesse réelle. Certains compteurs, notamment sur cyclomoteurs et scooters (et même sur scooters 125 et maxi et sur quelques voitures), donnent des indications « très optimistes » pour ne pas dire « fantaisistes » en indiquant une vitesse de 15 à 20 km/h supérieure à la vitesse réelle (par exemple, sur un cyclomoteur dont la vitesse ne peut pas excéder 45 km/h, 50 au maximum, il est fréquent que les compteurs indiquent une vitesse de 60, voire 65 km/h). On peut toutefois prendre une mesure de l'écart en utilisant un indicateur de GPS et en roulant à vitesse constante.